# Karin Sänger
Karin Sänger (* 12. Januar 1958) ist eine ehemalige deutsche Fußballspielerin, die mit dem TSV Siegen aus dem Regionalverband West insgesamt sechs Titel gewann.

## Karriere
Karin Sänger, die hauptberuflich als Bäckerin tätig war und bis 1979 für die Sportfreunde Eichen-Krombach aus Kreuztal spielte, gehörte bis 1994 dem TSV Siegen als Abwehrspielerin an. Mit der Zugehörigkeit zum Verein kam sie in der Regionalliga West, der ersten verbandsübergreifenden Liga im deutschen Frauenfußball – bestehend aus den Verbänden Westfalen, Niederrhein und Mittelrhein – zum Einsatz. Außer am Saisonende 1987/88, schloss sie mit ihrer Mannschaft die Spielklasse – einschließlich Saison 1989/90 – als Meister ab und nahm mit ihr somit an der Endrunde um die Deutsche Meisterschaft teil. Doch nur am 28. Juni 1987 und am 24. Juni 1990 erreichte sie das Finale, das jeweils im Siegener Leimbachstadion ausgetragen wurde. Das erste wurde vor 6400 Zuschauern mit 2:1 gegen den FSV Frankfurt gewonnen, das zweite vor 3700 Zuschauern mit 3:0 gegen die SSG 09 Bergisch Gladbach. Die jeweils vier aufeinanderfolgenden Endspiele um den DFB-Pokal im Berliner Olympiastadion – als Vorspiel zum Männerfinale – wurden hingegen allesamt gewonnen. Das erreichte Endspiel vom 23. Mai 1992 gegen den FSV Frankfurt hingegen wurde mit 0:1, das vom 14. Mai 1994 gegen Grün-Weiß Brauweiler mit 1:2 verloren. Ferner gehörte sie der Mannschaft an, die am 11. August 1992 in Hannover das Spiel um den Supercup mit 4:0 gegen den FSV Frankfurt gewann.

## Erfolge
- Deutscher Meister 1987, 1990
- DFB-Pokal-Sieger 1986, 1987, 1988, 1989
- DFB-Supercup-Sieger 1992